# Castell'Azzara
Castell'Azzara és un municipi italià de la província de Grosseto de poc més de 1307 habitants (2023) situat a 80 km de Florència, la capital de la Toscana. El 2008 encara tenia 1676 habitants.

## Topònim
El nom Castell'Azzara té el seu origen en un joc de daus (en italià zàra). El 1212 els germans Aldobrandeschi es van disputar a daus qui havia de començar a construir el castell (castello) al voltant del qual es va anar agrupant la població.

## Territori
El territori de Castell'Azzara s'estén entre els pendents meridionals del Mont Amiata i la vall septentrional de l'àrea del Tufo, en el passat va tenir una certa importància per les troballes de minerals.

## Història
El municipi sorgeix entre el segle xi i el segle xii sota el domini de la família Aldobrandeschi, passant després a ser possessió dels Baschi di Orvieto a final del segle xii i inici del segle xiii.
Més tard, el lloc va tornar a ser domini dels Aldobrandeschi i va entrar a formar part del Comtat de Santa Fiora; el 1439 va ser heretat pels Sforza gràcies al matrimoni de Bosio Sforza i Cecilia Aldobrandeschi.
Al segle xvi amb la caiguda política del Comtat Sforzesco, Castell'Azzara va entrar a formar part del Gran ducat de la Toscana.

## Monuments

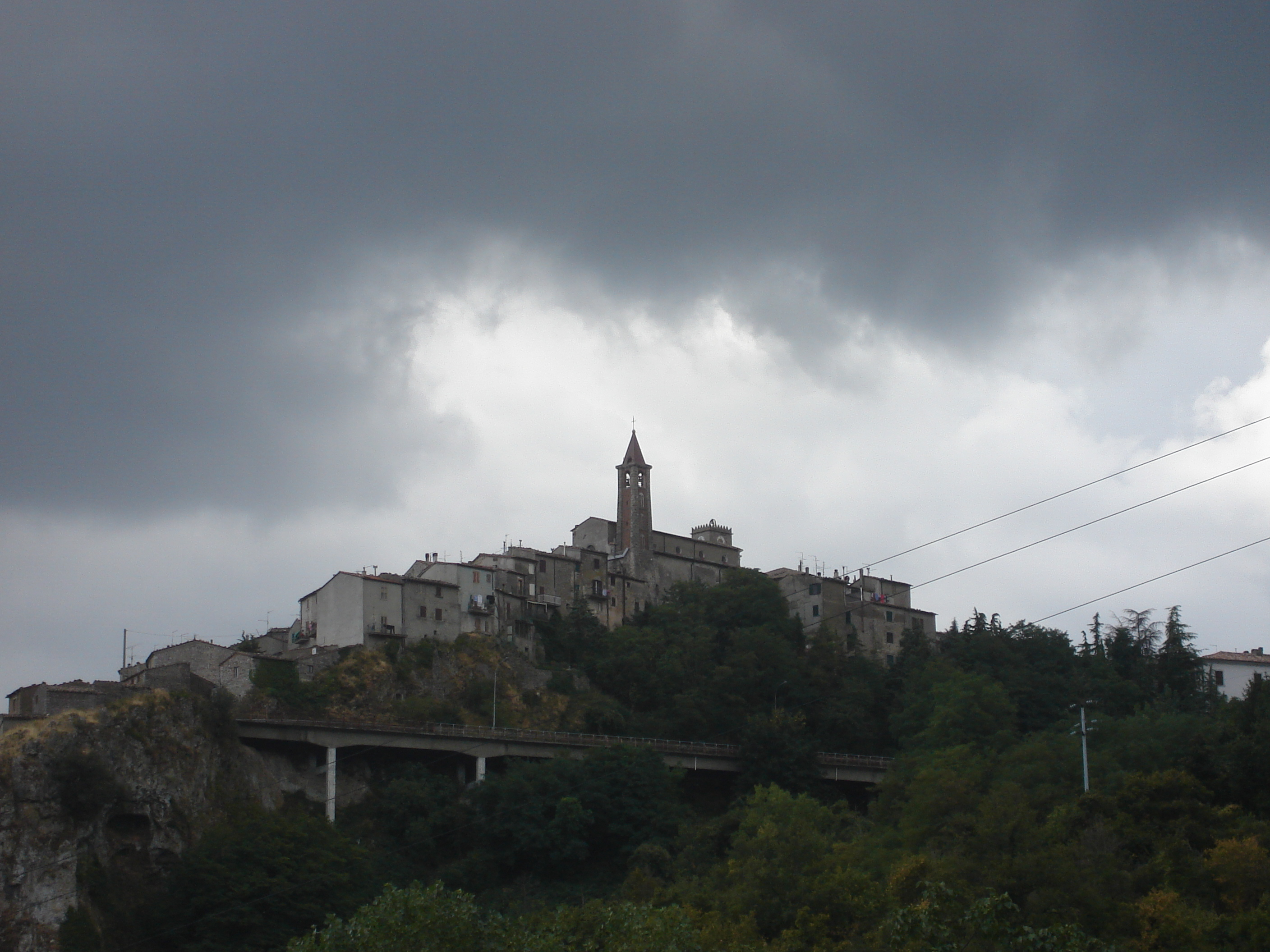
Panorama de Castell'Azzara
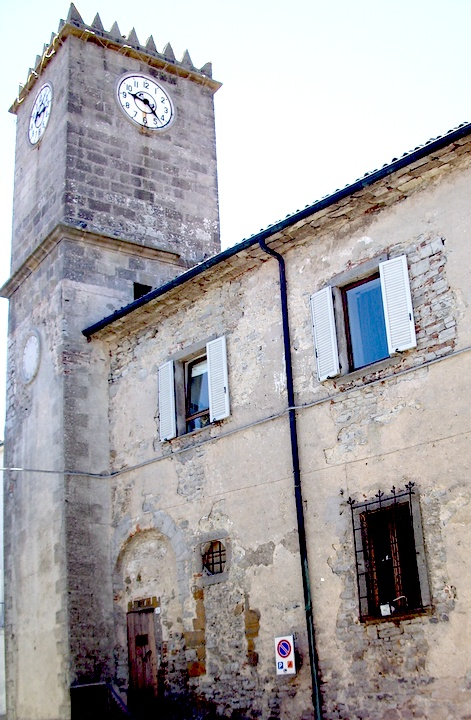
La Torre del rellotge
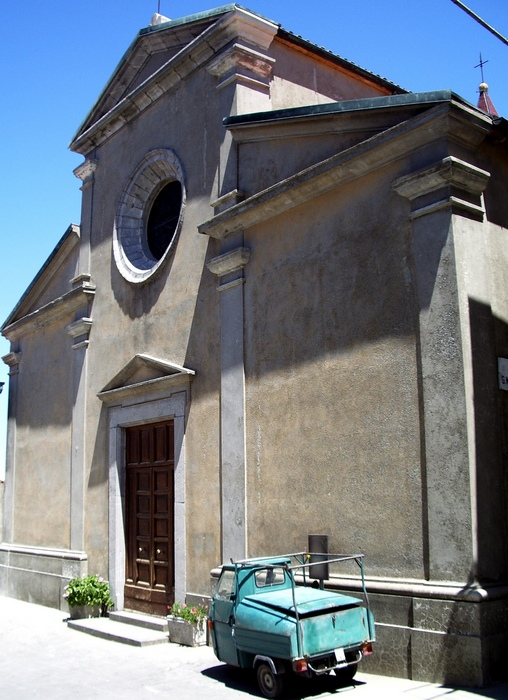
Façana de l'església de Sant Nicolau
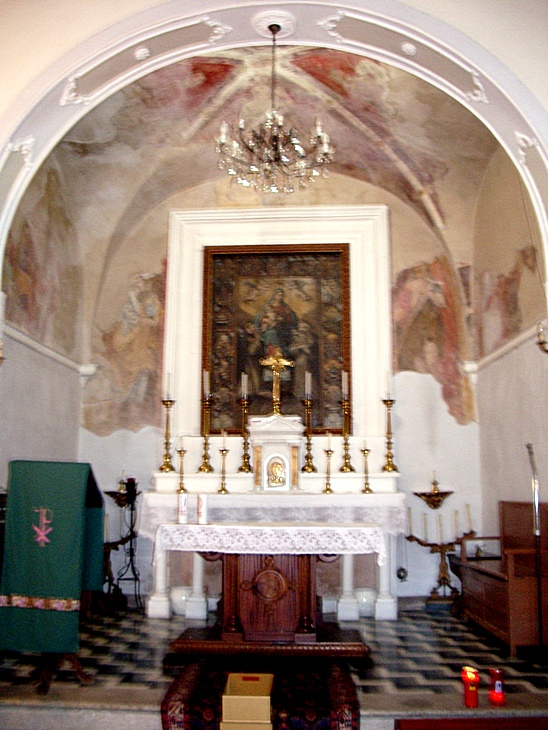
Interior de l'Església de la Verge del Rosari
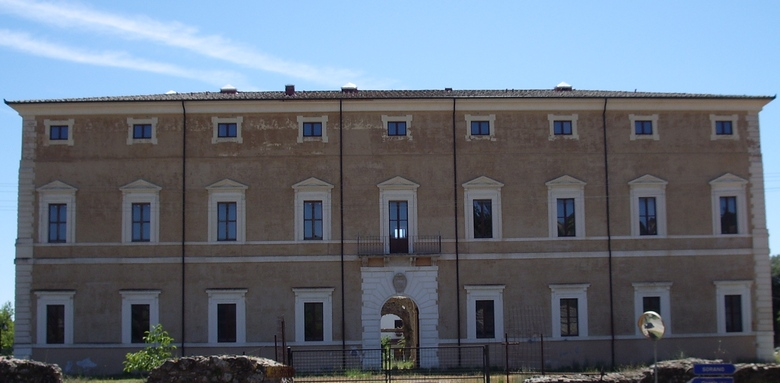
Façana de la Vil·la Sforzesca
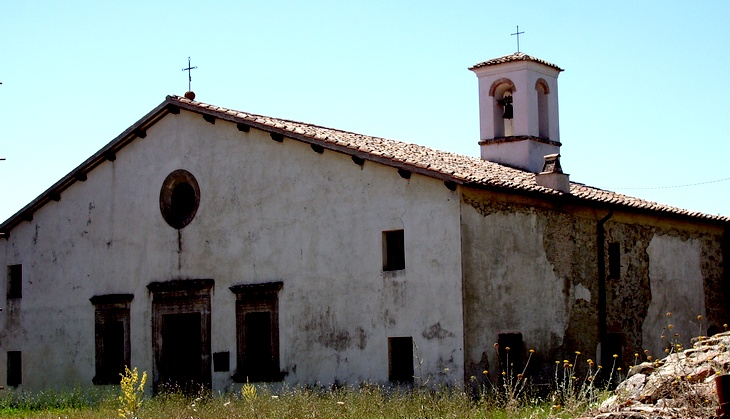
Església de Sant Gregori Magne

### Rocca Aldobrandesca
Complex de l'època medieval, símbol del poder de la família Aldobrandeschi, que més tard va passar a ser dels Sforza, abans de ser venuda a un propietari privat en èpoques més modernes. Del complex original se'n conserva el palau i la torre del rellotge.

### Església de Sant Nicolau
Té tres naus i va ser construïda a l'època medieval justa davant de la Rocca Aldobrandesca. Ha estat restaurada tres cops, dels quals són més evidents els que es van fer a l'època del Renaixement i el de segle xviii; el campanar és de l'època moderna.

### Església de la Verge del Rosari
Capella del segle xv amb frescos a l'àrea de l'absis, presenta senyals de restauracions del segle següent a la façana i al campanar.

### Vil·laSforzesca
Residència de finals del segle xv dels Sforza, construïda al carrer que uneix Castell'Azzara amb la vall del poble. La restauració, que data del segle passat i d'aquest mil·lenni, han permès salvar els detalls de l'interior i arreglar l'estructura.

### Església de Sant Gregori Magne
Edifici religiós situat al costat de la Vil·la Sforzesca, amb la qual té una connexió interna. Era el lloc de pregària dels Sforza durant el temps que van viure a la seva residència de Castell'Azzara.

## Administració municipal
- Alcalde: Marzio Mambrini (des del 14 de juny del 2004)
- Telèfon del municipi: (+39) 0564 95291
- Email del municipi: no disponible